# Zorgho (departamento)
Zorgho é um departamento ou comuna da província de Ganzourgou no Burkina Faso. A sua capital é a cidade de Zorgho.
Em 1 de julho de 2018 tinha uma população estimada em 64907 habitantes.